# Римские протоколы
Римские протоколы — серия из трёх международных соглашений, заключенных в Риме 17 марта 1934 года между правительствами Австрии, Венгрии и Италии. Их подписали премьер-министр Италии Бенито Муссолини, канцлер Австрии Энгельберт Дольфус и премьер-министр Венгрии Дьюла Гёмбёш. Все протоколы вступили в силу 12 июля 1934 г. и были зарегистрированы в Серии договоров Лиги Наций 12 декабря 1934 г..

## Предыстория
Римские протоколы, хотя и касались только экономического развития, были частью сотрудничества трех подписавших их правительств против ревизионистской политики Адольфа Гитлера, только что пришедшего к власти в Германии, а также против территориального целостности Югославии, которую они хотели расчленить. Протоколы действовали недолго, поскольку в 1938 году Муссолини позволил Гитлеру вторгнуться в Австрию, а венгерское правительство во главе с Миклошем Хорти также поддержало Третий рейх в том же году.

## Условия
- Протокол № 1 был очень краток и не содержал никаких пунктов, а лишь краткое заявление, в котором подписавшие стороны обязались «совещаться по всем вопросам, которые их особенно касаются, и по вопросам общего характера, с целью проведения в духе существующие договоры о дружбе между Италией и Австрией, Италией и Венгрией и Австрией и Венгрией, которые основаны на признании существования многочисленных общих интересов, согласованной политике, направленной на содействие эффективному сотрудничеству между государствами Европы и особенно между Италией, Австрией и Венгрией». В следующем абзаце три правительства обязались «проводить совместные консультации всякий раз, когда хотя бы одно из них сочтет это желательным».
- Протокол № 2 касался экономических отношений между тремя правительствами. В статье 1 три правительства обязались не чинить никаких препятствий торговле между собой и заключать с этой целью торговые договоры. В статье 2 стороны обязались оказать помощь венгерскому правительству в связи с падением цен на пшеницу. В статье 3 стороны обязались содействовать быстрому транзиту товаров через порты Адриатического моря. В статье 4 стороны обязались создать комиссию экспертов для выработки дальнейших рекомендаций в экономической сфере.
- Протокол № 3 был заключен только между правительствами Италии и Австрии. В статье 1 оба правительства обязались как можно скорее заключить между собой новый торговый договор. В статье 2 они обязались предоставить друг другу торговые привилегии в новом торговом соглашении, которое будет обсуждаться.